# Sanys gigas
Sanys gigas là một loài bướm đêm trong họ Erebidae.